# بوزینگن ام هوخ‌راین
بوزینگن آم هُخْراین (به آلمانی: Büsingen am Hochrhein) یک منطقهٔ برون بومی در سوئیس است که متعلق به آلمان است و در کونستانتس واقع شده‌است. بوزینگن آم هُخْراین ۱٬۴۲۹ نفر جمعیت دارد.